# 豊嶋啓亮
豊嶋 啓亮（とよしま けいすけ、1989年5月25日 - ）は、福島テレビのアナウンサー。

## 来歴
1989年5月25日、青森県弘前市に生まれる。市立札幌平岸高等学校、北海道大学教育学部卒業。
2014年4月に福島テレビに入社。2017年、第33回FNSアナウンス大賞のスポーツ実況部門・ブロック賞（内容：福島競馬「みちのくステークス」実況）を受賞した。
2019年3月に同局を退社。翌月に中国放送に入社。同期は田村友里（田村は新卒採用のため年齢差がある）。
2020年1月、福島テレビに移籍。わずか9か月で古巣に復帰した。理由について、東日本大震災と福島第一原発事故があった福島でもう一度自分の力を試したい、と自身のインスタグラムで述べている。

## 人物
娘がいる。
趣味は日本酒を買うこと。福島の日本酒が冷蔵庫内に常時2本ある。
特技は、1年間中国の復旦大学に留学していたため、中国語が話せること。
座右の銘は「自分のためにやるのは限界がある」。

## 現在の出演番組
- テレポートプラス - 月〜水曜アンカー（2020年3月30日 - ）
- エキサイティング競馬
- FTVニュース

## 過去の出演番組
福島テレビ時代（1回目）
- FTVスーパーニュース - 月曜～水曜キャスター（2015年1月5日 - 3月28日）
- FTV みんなのニュース - 木曜～土曜ニュースキャスター
- FTVテレポートプラス - 土曜ニュースキャスター（ - 2019年3月23日）
- 東日本女子駅伝 - 中継所・放送車実況（2015年度 - 2018年度）
- FTVニュース

中国放送時代
ラジオ
- 豊嶋啓亮の気になるSEEDS（2019年10月6日 - 12月29日）

テレビ
- RCCニュース（2019年）
- イマなまっ! コーナー「街飯ヒストリーツアー 広島の食通・シャオヘイさんと美味探訪」（2019年9月 - 12月）シャオヘイとコンビで出演